# Ichijinsha
Ichijinsha (japansk: 株式会社一迅社 Kabushiki-gaisha Ichijinsha) er en japansk forlagsvirksomhed, der især udgiver manga i form af magasiner og bøger.
Virksomheden blev dannet i august 1992 under navnet Studio DNA med målet at udgive shōnen-manga. I januar 1998 blev Studio DNA et såkaldt "kabushiki gaisha" (aktieselskab) og skiftede fokus fra at være et rent redigeringsfirma til at blive en egentlig forlagsvirksomhed. I december 2001 blev der oprettet et nyt forlag under navnet Issaisha, som begyndte at udgive shōjo-mangaserien Monthly Comic Zero Sum. I marts 2005 gik Studio DNA og Issaisha sammen i det firma, der nu er Ichijinsha. I oktober 2016 blev Ichijinsha opkøbt af Kodansha.

## Magasiner
- Febri (tidligere Chara☆Mel)
- Comic Rex
- Monthly Comic Zero Sum
- Comic Yuri Hime
- Manga 4-koma Palette
  - Firebillede tegneseriebladet Manga 4koma Palette (まんが4コマぱれっと Manga Yonkoma Paretto) begyndte som en speciel udgave af Comic Rex.

### Tidligere udgivelser
- Comic Yuri Hime S
- Waai!
  - Blandt andet Himegoto

## Andre udgivelser
- Vampire Doll
- Haru Natsu Aki Fuyu
- Josou Shounen Anthology Comic
- Kisses, Sighs, and Cherry Blossom Pink (første bind)